# Thomas Henry Manning
Thomas Henry Manning (* 22. Dezember 1911 in Dalling, Northamptonshire, Großbritannien; † 8. November 1998 in Smiths Falls, Kanada) war ein britisch-kanadischer Polarforscher, der seine Forschungsreisen vorwiegend alleine, mit Hundeschlitten und Kanu, vornahm. Er erwarb sich Verdienste in der Kartierung bis dahin unerforschter Gebiete im Norden Kanadas.
Manning wurde als Sohn eines Farmers im britischen Northamptonshire geboren und studierte Zoologie an der Universität Cambridge. Bereits als Zwanzigjähriger bereiste er alleine und zu Fuß Island, die Färöer-Inseln, Norwegen, Finnland und das nördliche Russland. 1933 erkundete er im Auftrag der Royal Geographical Society die Southampton-Insel in der Hudson Bay. Es folgten weitere Expeditionen in die kanadische Arktis mit zoologischen und geografischen Studien.
1938 heiratete er die Krankenschwester Ella Wallace Jackson, genannt „Jackie“. Unmittelbar nach der Hochzeit in Cape Dorset, Baffin Island, begab sich das Paar auf eine eineinhalbjährige Expedition zur Kartierung der Baffininsel. Nach einer weiteren Expedition, die ihn ein Jahr lang mit dem Kanu und dem Hundeschlitten rund um das Foxe Basin führte, trat er in die Royal Canadian Navy ein, wo er zunächst kurze Zeit als Dechiffrierer arbeitete. 1942 übernahm ihn das US Army Corps of Engineers, für das er Militärflugplätze in arktischen Regionen plante. Nach dem Ende des Zweiten Weltkrieges arbeitete Manning für den Geodetic Survey of Canada, kartierte bislang unerforschte Gebiete der James Bay und der Hudson Bay und war in den 1940er und 1950er Jahren Leiter mehrerer Expeditionen in das arktische Kanada. In den 1960er Jahren engagierte er sich im Canadian Wildlife Service für den Schutz von Eisbären.
Manning war Executive Director des Arctic Institute of North America sowie Ehrendoktor der McMaster University in Hamilton (Ontario) und wurde für seine wissenschaftliche Arbeit mehrfach ausgezeichnet.
„Jackie“ Manning verarbeitete die Abenteuer mit ihrem Mann in zwei autobiografischen Büchern: Igloo for the Night (Hodder and Stoughton Ltd, London, 1943) und A Summer on Hudson Bay (Hodder and Stoughton Ltd, London, 1949).  

## Notizen
1. ↑  Lebensdaten der Ella: 26. Oktober 1906 Mill Village, Shubernacadie, Neuschottland - 25. September 2007, Ottawa

| Personendaten    | Personendaten                             |
| ---------------- | ----------------------------------------- |
| NAME             | Manning, Thomas Henry                     |
| KURZBESCHREIBUNG | britisch-kanadischer Polarforscher        |
| GEBURTSDATUM     | 22. Dezember 1911                         |
| GEBURTSORT       | Dalling, Northamptonshire, Großbritannien |
| STERBEDATUM      | 8. November 1998                          |
| STERBEORT        | Smiths Falls, Kanada                      |